# Мамулієв Ярослав В'ячеславович
Яросла́в В'ячесла́вович Мамулі́єв (нар. 16 жовтня 2003, Миколаїв, Україна — пом. 26 липня 2023, Роботине, Пологівський район, Запорізька область, Україна) — український військовик, учасник російсько-української війни, кавалер ордена «За мужність» III ступеня.

## Життєпис
Народився 16 жовтня 2003 року в місті Миколаїв.
Займався різними видами спорту: дзюдо, боксом, карате. Неодноразово брав участь у змаганнях з ММА та регбі. Належав до ультрас миколаївського футбольного клубу «Миколаїв». З 2020 року грав за миколаївський регбійний клуб «Вітовка».
Цікавився військовою підготовкою, постійно вдосконалював власні навички у складі підрозділу «Авангард». З перших днів повномасштабного вторгнення Росії в Україну долучився до лав Збройних сил України, беручи участь у бойових діях у складі 123-ї окремої бригади територіальної оборони. Після року служби перевівся до 78-го полку десантно-штурмових військ «Герць» військової частини А7788.
Брав участь в обороні Миколаєва і Херсонському контрнаступі. У травні 2023 року відправився з навчань на Запорізький напрямок. Зазнавши контузії, не дочекався закінчення лікарняного й повернувся до служби.
Загинув 26 липня 2023 року під час виконання бойового завдання в Запорізькій області на східних околицях селища Роботине, де зазнав поранень несумісних з життям.

## Нагороди
24 листопада 2023 року указом Президента України № 777/2023 був посмертно удостоєний ордена «За мужність» III ступеня.